# Eva von Bahr
Eva Wilhelmina Julia von Bahr-Bergius, född von Bahr den 16 september 1874 på Mälby gård i Roslags-Kulla, nuvarande Österåkers kommun, gift Bergius, död den 28 februari 1962 i Uppsala, var en svensk fysiker och folkhögskollärare. Hon var första kvinnan i Sverige som utnämndes till  docent i fysik. Hon har uppmärksammats för sina kontakter med Dan Andersson och Lise Meitner och även uppmärksammats som romersk-katolsk skribent.

## Biografi

### Bakgrund
Eva von Bahr var dotter till häradshövding Carl von Bahr (1830–1900) och Elisabeth von Bahr, född Boström (1838–1914), som Elisabethsjukhuset i Uppsala är uppkallat efter. Hon var syster till Johan von Bahr, borgmästare i Uppsala, och systerdotter till statsminister Erik Gustaf Boström (1842–1907) och till filantropen Ebba Boström (1844–1902), som grundade Samariterhemmet i Uppsala.

### Akademisk karriär
Eva von Bahr skrev in sig på Uppsala universitet 1901. 1907 tog hon sin licentiatexamen och 1908 disputerade hon för doktorsgraden på en avhandling om infraröda strålars absorption i gaser. Hon fick ett utmärkt betyg och tilldelades även ett docentstipendium –och blev därmed första kvinnan i Sverige som utnämndes till docent i fysik 1908. 
Från 1909 tjänstgjorde hon som docent vid Fysiska institutionen i Uppsala med professor Knut Ångströms goda minne. Men efter att Ångström hastigt avlidit 1910 tilläts von Bahr som kvinna inte längre undervisa, annat än som vikarie. Först 1925 fick kvinnor rätt att inneha tjänster vid universiteten i Sverige. Efter att ha förvägrats professurer i Uppsala och på Chalmers tekniska läroanstalt just för att hon var kvinna, sökte sig von Bahr 1912 till universitetet i Berlin. Där fanns en rad framstående fysiker, bland andra Albert Einstein, Max Planck, Max von Laue, Walther Nernst, Fritz Haber, Lise Meitner, James Franck och Gustav Hertz.
von Bahr utvecklade en nära vänskap med Lise Meitner som finns beskriven i ”Kärlek och kärnfysik – en vänskap som förändrade världen” av Hedvig Hedqvist (2012). von Bahr brevväxlade med Meitner och även med matematikern och fysikern Carl Wilhelm Oseen i Uppsala.
I Berlin arbetade von Bahr i professor Heinrich Rubens laboratorium med fortsatta studier av infraröda strålars absorption i gaser. Där upptäckte hon att vattenångans absorptionsspektrum inte är kontinuerligt utan uppdelat i en rad band. I Niels Bohrs nobelföreläsning 1922 nämns Eva von Bahrs smukke resultat som en av de mest slående bekräftelserna av kvantteorin.

### Tillbaka i Sverige
I början av januari 1914 avbröt von Bahr sin Berlinvistelse för att ta hand om sin sjuka mor i Uppsala. Året därpå tog hon ett arbete som lärarinna vid Brunnsviks folkhögskola i Dalarna. Hon bosatte sig så småningom tillsammans med sin make Niklas Bergius (1871–1947) i Kungälv, och det var under ett besök hos paret von Bahr-Bergius som Lise Meitner julaftonen 1938 var den första som lyckades räkna ut att kärnklyvning, fission, uppstår då uran utsätts för neutronbestrålning och den enorma energi som då frigörs. Denna upptäckt ligger till grund för hela kärnteknologin, exempelvis kärnkraftverk och kärnvapen. 
Eva von Bahr var filantrop och försörjde periodvis bland andra Lise Meitner och poeten Dan Andersson. Hon bidrog även till Brunnsviks folkhögskola ekonomiskt och när paret von Bahr-Bergius lämnade Brunnsvik 1927 skänkte hon folkhögskolan den villa i Sörvik som hon själv varit byggmästare till. Efter makens död 1947 flyttade hon till Uppsala och skänkte parets villa i Kungälv, som hon också låtit bygga, till Nordiska folkhögskolan.
Eva von Bahr är jämte sin man gravsatt på Katolska kyrkogården i Stockholm.